# Ingo Herklotz
Ingo Herklotz (* 14. Juni 1955 in Witten) ist ein deutscher Kunsthistoriker.

## Leben
Nach dem Studium der Kunstgeschichte, Anglistik, Romanistik und Geschichte in Wien, London und Berlin (1978 M.A./1982 Dr. phil.) lehrte er an den Universitäten Rom, Konstanz und Basel. Nach mehrjährigen Forschungsaufenthalten in Italien und der Habilitation 1996 an der Universität Konstanz war er von 1997 bis zu seinem Ruhestand 2021 Professor für Italienische Kunstgeschichte an der Universität Marburg.
Seine Forschungsschwerpunkte sind Repräsentationskunst des Mittelalters, insbesondere Grabdenkmäler, Palastdekorationen und päpstliche Bildpropaganda, Geschichte der Archäologie und der Klassischen Altertumswissenschaft seit der Renaissance und Rezeptionen mittelalterlicher Kunst seit dem 16. Jahrhundert.
Herklotz gibt zusammen mit Hubert Locher die Fachzeitschrift Marburger Jahrbuch für Kunstwissenschaft heraus.

## Schriften (Auswahl)
- Beiträge zur italienischen Sepulkralkunst des Mittelalters. Dissertation FU Berlin 1982.
- Sepulcra e Monumenta del Medioevo. Studi sull'arte sepolcrale in Italia. Rari Nantes, Rom 1985 (Druckfassung der Dissertation)
- Cassiano Dal Pozzo und die Archäologie des 17. Jahrhunderts (= Römische Forschungen der Bibliotheca Hertziana, Band 28).  Hirmer, München 1999, ISBN 3-7774-7750-8.
- Die Academia Basiliana. Griechische Philologie, Kirchengeschichte und Unionsbemühungen im Rom der Barberini (= Römische Quartalschrift für christliche Altertumskunde und Kirchengeschichte Supplementband 60). Herder, Freiburg 2008, ISBN 978-3-451-27140-3.
- mit Ingeborg Becker (Hrsg.): Otto von Simson, 1912–1993. Zwischen Kunstwissenschaft und Kulturpolitik. Böhlau, Wien 2019, ISBN 3-412-51597-3.
- Richard Krautheimer in Deutschland. Aus den Anfängen einer wissenschaftlichen Karriere 1925–1933. Waxmann, Münster 2021, ISBN 3-8309-4351-2.